# All Things Majestic

All Things Majestic est une œuvre orchestrale de la compositrice américaine Jennifer Higdon écrite en 2011.

## Contexte et création
All Things Majestic est une commande du Grand Teton Music Festival (en), qui souhaitait une œuvre orchestrale majeure pour commémorer, en 2011, le 50e anniversaire du festival, qui se déroule chaque été pendant sept semaines à Jackson Hole. Pour se mettre dans l'état d'esprit de ce projet, la compositrice a entrepris une randonnée au Grand Teton en compagnie du chef d'orchestre Donald Runnicles. Le résultat est une suite en quatre mouvements qui reflète les différentes facettes de ces paysages. Pour elle, chaque mouvement représente une carte postale musicale.

## Structure
L'œuvre se compose de quatre mouvements :
1. Teton Range
2. String Lake
3. Snake River
4. Cathedrals

## Analyse

### Teton Range
Le premier mouvement cherche à montrer la grandeur des chaînes de montagnes, avec leur taille et leur audace pure, et la solidité avec laquelle elles remplissent le sol et l'air.

### String Lake
Le deuxième mouvement représente les lacs et l'exquise qualité du reflet sur leurs surfaces sereines.

### Snake River
Le troisième mouvement est le flux rapide et imprévisibilité des rivières et des ruisseaux, toujours changeant et puissant, mais parfois doux.

### Cathedrals
Enfin, le dernier mouvement représente l'expérience dans les parcs, comme dans une vaste cathédrale, la beauté des petits détails tels que les fleurs et les plantes, dans le cadre plus large des forêts et des champs, chaque partie contribuant à la majesté pure et simple.